# Mario Captein
Mario Captein (Alphen aan den Rijn, 3 oktober 1971) is een Nederlands voormalig profvoetballer die doorgaans centraal in de verdediging of als linkermiddenvelder speelde. Na zijn spelersloopbaan bij onder andere PSV, Helmond Sport en Eindhoven bleef hij in de sportwereld werkzaam in technische en bestuurlijke functies.

## Biografie

### Carrière als voetballer
Als beloftevolle jeugdspeler van Alphense Boys werd hij in 1988 opgenomen in het jeugdinternaat van PSV, waar hij later zou uitgroeien tot aanvoerder in een team met spelers als Peter Hoekstra, Ernest Faber, Mitchell van der Gaag en Twan Scheepers. Tussen 1989 en 1990 werd Captein diverse malen geselecteerd voor Oranje onder 18 jaar en Oranje onder 19 jaar. In het seizoen 1991/92 werd de centrale verdediger uitgeleend aan Belgische tweedeklasser KFC Turnhout waar hij zich zou ontwikkelen tot linkermiddenvelder. In 1992 raakte hij een half jaar uit de roulatie vanwege een ingescheurde kruisband en afgebrokkelde meniscus. Captein speelde hierna weliswaar nog drie jaar bij Helmond Sport en Eindhoven, maar na drie knie-operaties werd hij in 1996 uiteindelijk afgekeurd voor het betaald voetbal. Hij speelde nog even bij de amateurs van VV Geldrop en ging zich richten op zijn maatschappelijke carrière.

### Carrière in technische en bestuurlijke functies
Na zijn spelersloopbaan ging Captein eerst bij PSV aan de slag als trainer in de jeugdopleiding. In 2001 trad hij in dienst van Helmond Sport in de functie van technisch directeur, later ook als algemeen directeur. In 2009 maakte hij de overstap naar VVV-Venlo dat na het vertrek van Mohammed Allach als technisch directeur op zoek was naar een opvolger. Bij de Venlose eredivisionist was hij drie jaar werkzaam. In 2012 vertrok hij voortijdig, waarna zijn taken werden overgenomen door Wim Dusseldorp.
Enkele maanden later keerde hij terug bij Helmond Sport als algemeen directeur. Mede vanwege de tegenvallende prestaties bij de Helmondse eerstedivisionist werd zijn aflopende contract na vier jaar niet verlengd in 2016.
Begin 2017 ging Captein aan de slag als sportparkmanager in Schiedam. Eind 2017 combineerde hij dit op interim-basis met werkzaamheden voor FC Eindhoven dat na het vertrek van Kees Lepelaars zonder algemeen directeur kwam te zitten.
In januari 2019 is hij benoemd tot nieuwe directeur van Coaches Betaald Voetbal (CBV), als opvolger van Gerard Marsman.

## Statistieken
| Seizoen | Club           | Land      | Competitie     | Duels | Goals |
| ------- | -------------- | --------- | -------------- | ----- | ----- |
| 1990/91 | PSV            | Nederland | Eredivisie     | 0     | 0     |
| 1991/92 | PSV            | Nederland | Eredivisie     | 0     | 0     |
| 1991/92 | → KFC Turnhout | België    | Tweede klasse  | 14    | 3     |
| 1992/93 | PSV            | Nederland | Eredivisie     | 0     | 0     |
| 1993/94 | Helmond Sport  | Nederland | Eerste divisie | 13    | 1     |
| 1994/95 | Helmond Sport  | Nederland | Eerste divisie | 3     | 1     |
| 1995/96 | Eindhoven      | Nederland | Eerste divisie | 16    | 1     |
| Totaal  | Totaal         | Totaal    | Totaal         | 46    | 6     |